# Djalma Campos
Djalma Braume Manuel Abel Campos, noto semplicemente come Djalma Campos (Luanda, 30 maggio 1987), è un ex calciatore angolano, di ruolo attaccante.

## Biografia
Anche il padre Abel e il fratello Geovany Campos sono stati calciatori.

## Palmarès

### Club

#### Competizioni nazionali
- Campionato portoghese: 1

Porto 2011-2012
- Coppa di Grecia: 2

PAOK: 2016-2017, 2017-2018